# Salcie pitică

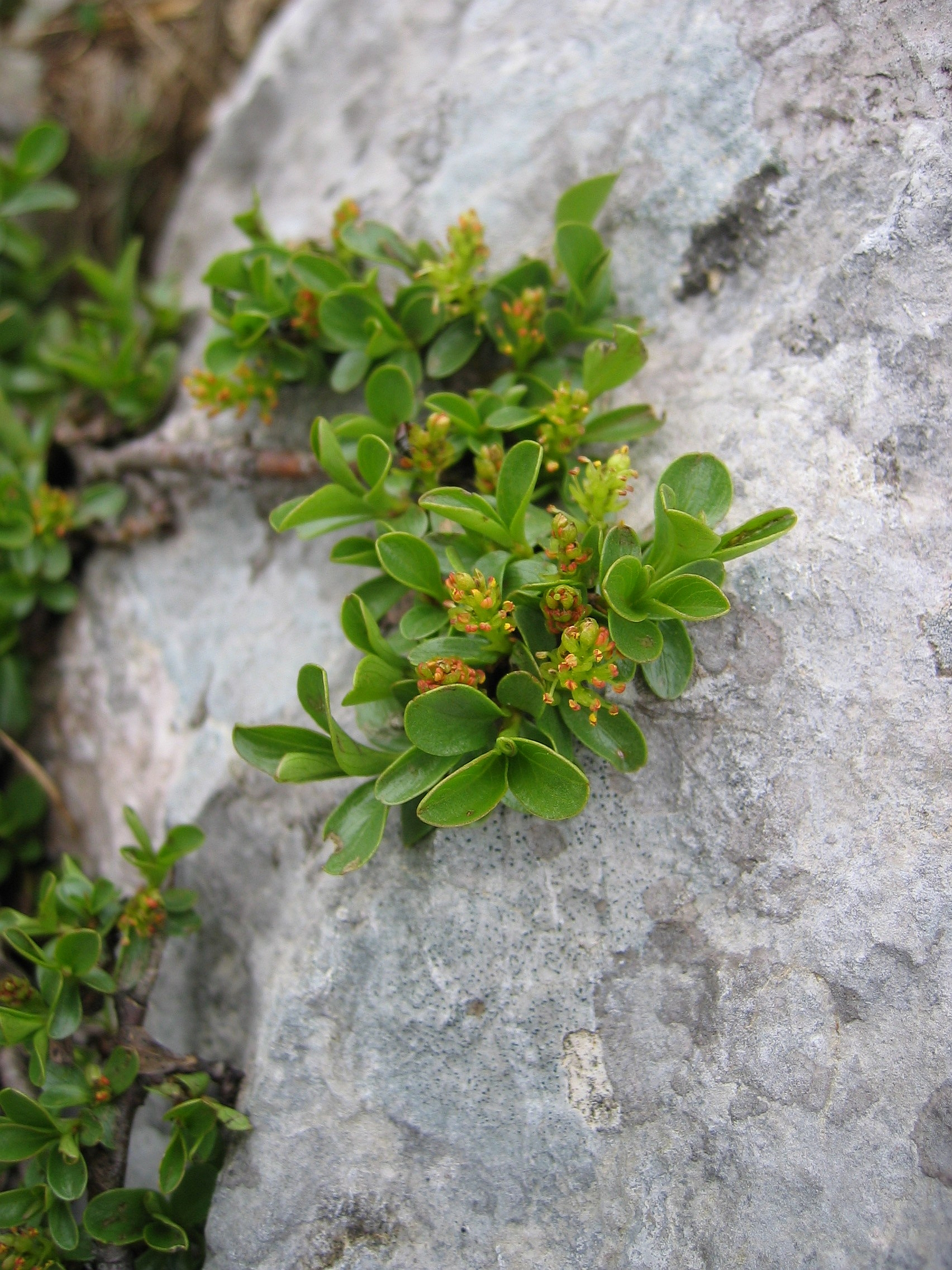
Salcie pitică

Salcia pitică (Salix retusa L.) este un arbore pitic din genul Salix.

## Descriere
Salix retusa, este o plantă care are numai vara frunzele verzi. Ramurile arbustului au lungimea între 5 – 30 cm, frunzele ovale de 5 – 20 mm au culoarea verde măslinie, fiind lucioase pe partea superioară. Florile feminine apar primăvara ca mâțișoare împreună cu primele frunzulițe pe când florile masculine apar ca ciorchini de culoare galbenă cu lungimea de 1,5 cm.

## Răspândire
Salcia pitică crește în Europa în afară de munții Pirinei, Carpați, Alpi, Apenini (1600 – 2900 m) și Alpii Dinarici, cu soluri de humus bogate în calcar. Mai poate fi găsită însă și în regiunile joase din Delta Dunării.